# 사무라이 쇼다운 V
《사무라이 쇼다운 V》(Samurai Shodown V)은 SNK의 아케이드용 대전 격투 게임이다. 구 SNK의 파산 후 재설립된 회사 SNK 플레이모어가 출범하고 제작된 첫 《사무라이 쇼다운》 게임으로, 실제작은 유키 엔터프라이즈가 맡았다. 일본판은 첫째 《사무라이 쇼다운》 게임의 프리퀄이라는 의미에서 령(零)을 붙인 《사무라이 스피리츠 제로》(サムライスピリッツ零)라는 제목으로 출시됐다.
2003년 10월 10일 아케이드로 처음 출시된 후, 같은 해 12월 네오지오 콘솔로 이식됐다. 그 후, 2004년에는 플레이스테이션 2, 2006년엔 엑스박스로 이식판이 발매됐다.

## 게임플레이
아마쿠사 강림편부터 탑재해 온 연참시스템을 없애고, 새롭게 검기라고 불리는 게이지를 탑재했다. 전체적으로 초대 《사무라이 쇼다운》와 같이 일발 역전 성격의 무거운 게임으로 복귀했다. 슬래시/버스트 시스템도 폐지되어 대부분 캐릭터는 기술이 통합되었고, 하오마루나 나코루루 등은 버스트에 해당하는 캐릭터가 추가되었다. 신캐릭터들의 성우는 우쓰미 겐지를 필두로 한 켄 프로덕션 성우가 대다수를 차지했다.

## 발매
2004년에 발매된 플레이스테이션 2판에서는 게임 내 보스인 요로즈 산쿠로, 구로코우지 유메지를 사용할 수 있게 되었다.

## 평가
| 평가 |      |
| --- | ---- |
| 통합 점수 통합사 점수 메타크리틱 58% [ 2 ] 평론 점수 평론사 점수 EGM 58% G4 40% 게임 레볼루션 42% 게임스팟 69% 게임스파이 60% IGN 62% OXM (UK) 50% |      |
| 통합 점수 |      |
| 통합사 | 점수 |
| 메타크리틱 | 58%  |
| 평론 점수 |      |
| 평론사 | 점수 |
| EGM | 58%  |
| G4 | 40%  |
| 게임 레볼루션 | 42%  |
| 게임스팟 | 69%  |
| 게임스파이 | 60%  |
| IGN | 62%  |
| OXM (UK) | 50%  |